# Vaadimme Metallia
Vaadimme Metallia — второй студийный альбом финской хеви/пауэр-метал-группы Teräsbetoni, выпущенный 14 июня 2006 года лейблом Warner Music Finland. Название альбома, в переводе с финского означает «Мы жаждем метала».

## Список композиций
1. Vaadimme Metallia (3:30) ('Мы жаждем металла')
2. Viimeinen Tuoppi (3:36) ('Последняя кружка')
3. Älä Mene Metsään (3:55) ('Не ходи в лес')
4. Varmaan Kuolemaan (5:05) ('На верную смерть')
5. Kuninkaat (4:48) ('Короли')
6. Saalistaja (3:28) ('Хищник')
7. Paha Silmä (3:42) ('Дурной глаз')
8. Sotureille (2:51) ('Для воинов')
9. Kotiinpalaaja (3:36) ('Возвращающийся домой')
10. Aika on (3:14) ('Время пришло')
11. Kirotut (4:23) ('Проклятые')

Бонус-треки:
1. Pyhä maa (3:42) ('Святая земля')
2. Vihollisen Vuoteessa (3:45) ('В постели врага')
3. Kunniansa Ansainneet (2:56) ('Прославившиеся')

## Участники записи
- Яркко Ахола — вокал, бас-гитара
- Арто Ярвинен — гитара (также вокал в песнях «Kirotut» и «Kunniansa ansainneet»)
- Вильо Рантанен — гитара
- Яри Куокканен — ударные
- Калле Сундстрём — фортепиано в песне «Kuninkaat»